# Tamara Tippler
Tamara Tippler (Rottenmann, 9 april 1991) is een Oostenrijkse voormalig alpineskiester.

## Carrière
Tippler maakte haar wereldbekerdebuut in december 2011 in Lake Louise. In februari 2013 scoorde ze in Méribel haar eerste wereldbekerpunten. In december 2015 stond de Oostenrijkse in Lake Louise voor de eerste maal in haar carrière op het podium van een wereldbekerwedstrijd. Ze zou aan 129 wereldbekerwedstrijden meedoen, 29 keer in de top tien staan, en tien keer het podium halen. Op de Olympische Winterspelen van Peking 2022 miste ze het podium op de Super G met maar drie honderdsten van een seconde.
In september 2023 kreeg Tippler een kind. Ze trok ze zich terug voor de wereldbekerfinale in maart, omdat ze niet meer onbevangen alles kon riskeren om zo snel mogelijk te zijn. Na de bevalling was ze vastberaden om terug te keren. Ze miste nog een wereldbekerzege en wilde graag aan het WK in het eigen Saalbach meedoen. Begin 2024 kwam ze terug bij de Oostenrijkse ploeg, maar voelde zich niet meer welkom. Een knieoperatie en rugproblemen gaven het laatste zetje. In maart 2025 stopte ze met topsport.

## Resultaten

### Olympische Spelen
| Jaar | Plaats      | Resultaten              |
| ---- | ----------- | ----------------------- |
| 2018 | Pyeongchang | 21e Super G             |
| 2022 | Peking      | 4e Super G 19e Afdaling |

### Wereldkampioenschappen
| Jaar | Plaats             | Resultaten              |
| ---- | ------------------ | ----------------------- |
| 2017 | Sankt Moritz       | 20e Super G             |
| 2019 | Åre                | 9e Afdaling 12e Super G |
| 2021 | Cortina d'Ampezzo  | 7e Afdaling 7e Super G  |
| 2023 | Courchevel-Méribel | 21e Super G             |

### Wereldbeker
Eindklasseringen
| Seizoen   | Algm | AD  | SG  | SC  |
| --------- | ---- | --- | --- | --- |
| 2012/2013 | 111e | –   | –   | 36e |
| 2013/2014 | 106e | 45e | –   | –   |
| 2014/2015 | 97e  | –   | 39e | –   |
| 2015/2016 | 30e  | 27e | 7e  | –   |
| 2016/2017 | 60e  | 19e | 45e | –   |
| 2017/2018 | 41e  | 30e | 16e | –   |
| 2018/2019 | 26e  | 17e | 6e  | –   |
| 2019/2020 | 30e  | 21e | 18e | –   |
| 2020/2021 | 11e  | 7e  | 4e  |     |
| 2021/2022 | 21e  | 24e | 7e  |     |
| 2022/2023 | 48e  | 26e | 26e |     |